# Circuito de Mine
El circuito de Mine (en japonés: みねサーキット), también conocido como Nishinihon, fue un autódromo ubicado en la ciudad del mismo nombre, en la prefectura de Yamaguchi, Japón. El circuito cerró sus puertas en febrero de 2006.
Fue uno de los principales circuitos del automovilismo japonés. Hasta 2005, cada año se disputaban carreras de las categorías nacionales más importantes como el Japan GT Championship y la Fórmula Nippon.
En 2006 después de su clausura, Mazda adquirió el circuito para el desarrollo y pruebas de sus automóviles de producción. La configuración actual incluye: un trazado de 3,3 kilómetros (2,1 millas), una torre de control, un espacio para yincana, área de boxes, paddocks y puestos de observación. Además, se agregaron rectas de alta velocidad para pruebas de rendimiento de slalom, una carretera de manejo de rango medio de estilo europeo, y otra de alta velocidad para la evaluación del sistema de frenos.

## Récords
| Categoría                                | Tiempo                                   | Piloto                                   | Vehículo                                 |                                          |
| Pista Central Park: 3,331 km (1991-2006) | Pista Central Park: 3,331 km (1991-2006) | Pista Central Park: 3,331 km (1991-2006) | Pista Central Park: 3,331 km (1991-2006) | Pista Central Park: 3,331 km (1991-2006) |
| ---------------------------------------- | ---------------------------------------- | ---------------------------------------- | ---------------------------------------- | ---------------------------------------- |
| Fórmula Nippon                           | 1:14.618                                 | Katsumi Yamamoto                         | Reynard 97D                              |                                          |
| Fórmula 3000                             | 1:14.669                                 | Jeff Krosnoff                            | Lola T94/50                              |                                          |
| Grupo C                                  | 1:17.615                                 | Geoff Lees                               | Toyota TS010                             |                                          |
| Fórmula 3                                | 1:22.842                                 | Fábio Carbone                            | Dallara F304                             |                                          |
| JGTC (GT500)                             | 1:23.186                                 | Ryou Michigami                           | Honda NSX (LA-NA2)                       |                                          |
| Grupo GT1                                | 1:23.940                                 | André Couto                              | McLaren F1 GTR                           |                                          |
| Fórmula Toyota                           | 1:27.933                                 | Kōhei Hirate                             | TOM'S FT30                               |                                          |
| Grupo A                                  | 1:29.259                                 | Kazuyoshi Hoshino                        | Nissan Skyline GT-R BNR32                |                                          |
| JGTC (GT300)                             | 1:29.507                                 | Masaoki Nagashima                        | Toyota MR-S (ZZW30)                      |                                          |
| Grupo GT2                                | 1:29.948                                 | Eiichi Tajima                            | Porsche 911 GT2                          |                                          |
| GT                                       | 1:32.418                                 | Shinsuke Shibahara                       | Porsche 911 (996) GT3-R                  |                                          |
| Pista Nishi-Nihon: 2,830 km (1976-1990)  |                                          |                                          |                                          |                                          |
| Fórmula 3000                             | 1:01.447                                 | Hitoshi Ogawa                            | Lola T90/50                              |                                          |
| Grupo C                                  | 1:07.920                                 | Kunimitsu Takahashi                      | Porsche 962C                             |                                          |
| Grupo A                                  | 1:13.377                                 | Kazuyoshi Hoshino                        | Nissan Skyline GT-R BNR32                |                                          |